# Сапарлиев, Гочкули
Гочкули Сапарлиев (туркм. Goçguly Saparlyýew) — туркменский государственный деятель.

## Биография
Родился в 1963 году в селе Ясмансалык (ныне — Рухабатский этрап Ахалского велаята).
В 1990 году окончил Туркменский сельскохозяйственный институт. По специальности — экономист.
1984—1992 — кассир, главный экономист колхоза «Социализм» Ашхабадского района.
1992—1997 — главный экономист, главный бухгалтер дайханского объединения «Акдашаяк» Ашхабадского этрапа.
1997—2001 — заместитель арчина сельсовета Ясмансалык Ашхабадского этрапа Ахалского велаята.
2001 — арчин дайханского объединения «Сахра».
2001—2002 — главный бухгалтер в Ясмансалыкском отделе САО «Сердар» Рухабатского этрапа Ахалского велаята.
2002—2010 — на различных должностях в финансово-экономических учреждениях в Ахалском велаяте.
2010 — начальник Контрольно-ревизионного управления Министерства финансов Туркменистана.
09.04.2010 — 01.10.2010 — председатель Высшей контрольной палаты Туркменистана.
1 октября 2010 году уволен как не справившийся с возложенными на него обязанностями. Дальнейшая судьба неизвестна.